# Dominika Ostałowska

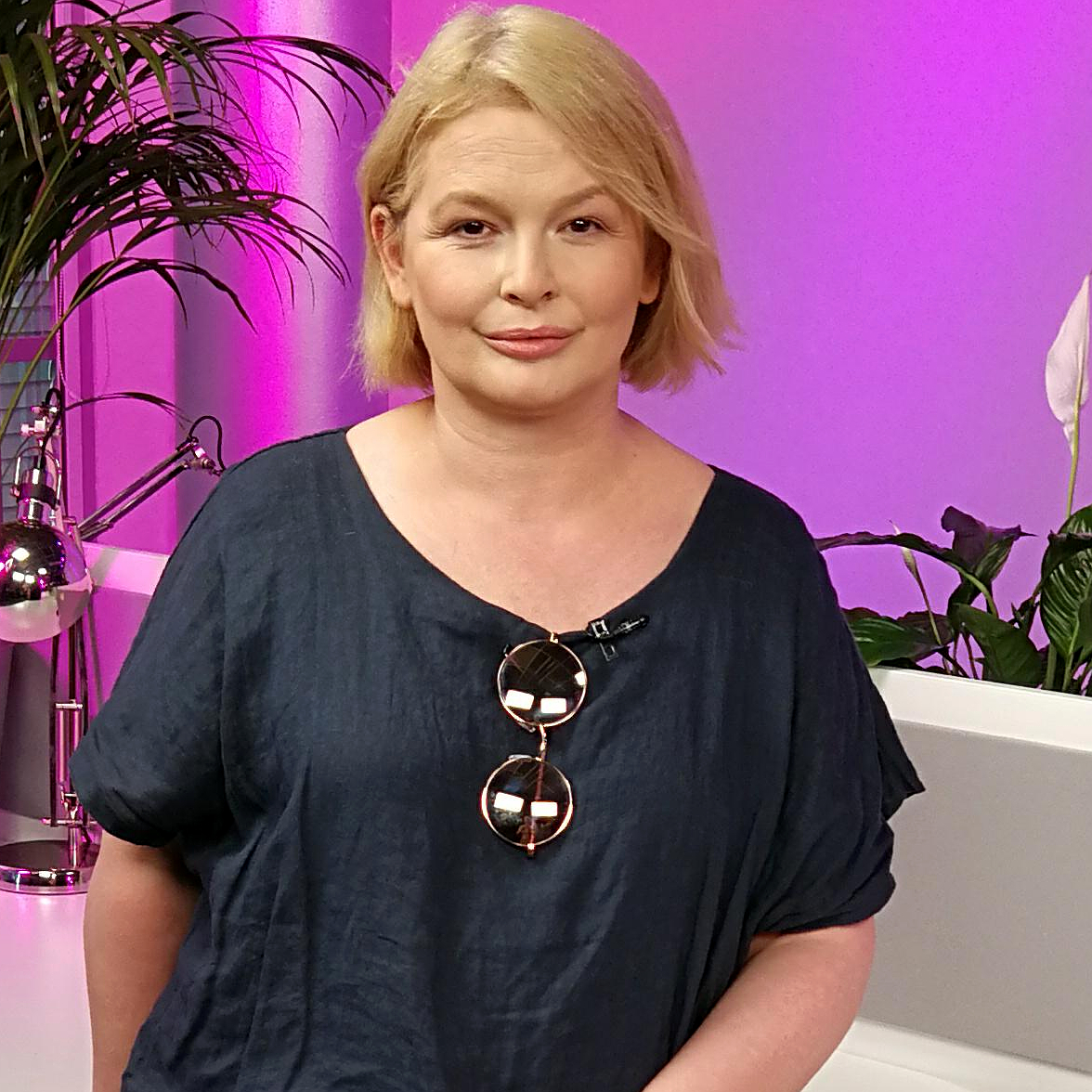
Dominika Ostałowska (2018)

Dominika Ostałowska primo voto Zduniak (ur. 18 lutego 1971 w Warszawie) – polska aktorka telewizyjna, filmowa i teatralna. Dwukrotna laureatka Orła za pierwszoplanową rolę w filmie Daleko od okna i drugoplanową rolę w filmie Warszawa.

## Życiorys

### Wczesne lata
Jest córką aktora Ryszarda Ostałowskiego i dziennikarki Ireny Ostałowskiej, którzy się rozwiedli, gdy ich córka miała trzy lata. Ukończyła IV Liceum Ogólnokształcące im. A. Mickiewicza w Warszawie. W 1994 ukończyła studia w Akademii Teatralnej im. Aleksandra Zelwerowicza.

### Kariera
W latach 1994–2000 była aktorką Teatru Ateneum w Warszawie, a za rolę Marianny w wystawianych w tym teatrze Opowieściach lasku wiedeńskiego Odona von Horvatha otrzymała Nagrodę im. Aleksandra Zelwerowicza za sezon 1998/1999, przyznawaną przez redakcję miesięcznika „Teatr”. W latach 2000–2012 występowała w Teatrze Powszechnym w Warszawie. Zagrała również kilkanaście ról w Teatrze Telewizji, m.in. w Niektórych gatunkach dziewic Domana Nowakowskiego, Dybuku Szymona Anskiego, Grzechach starości Macieja Wojtyszki oraz Tristanie i Izoldzie Ernesta Brylla. Od 2012 pracuje w Teatrze Studio im. Stanisława Ignacego Witkiewicza w Warszawie.
Najbardziej znane kreacje filmowe stworzyła w Łagodnej Mariusza Trelińskiego na podstawie dzieła Fiodora Dostojewskiego, Historiach miłosnych Jerzego Stuhra, Wojaczku Lecha Majewskiego oraz Daleko od okna Jana Jakuba Kolskiego na podstawie opowiadania Hanny Krall. Ogólnopolską rozpoznawalność zdobyła dzięki roli Marty Mostowiak w serialu TVP2 M jak miłość, w którym gra od 2000. Za tę rolę była nominowana do Telekamery 2002 dla najpopularniejszej aktorki serialowej.
W 2009 zasiadła w jury 34. Festiwalu Polskich Filmów Fabularnych w Gdyni.
Była ambasadorką kanału telewizyjnego ID (Investigation Discovery), na którego antenie prowadziła programy: Tajemnice rezydencji (2012) i Stalking – zła miłość (2013). Została ambasadorką kampanii społecznej Stop Stalking.

## Życie prywatne
Była żoną aktora Huberta Zduniaka, z którym ma syna, Huberta (ur. 2002). Była także w nieformalnym związku z reżyserem Mariuszem Malcem.

## Filmografia
- 1994: Anioł śmierci jako Sonia
- 1995: Łagodna jako żona
- 1997: Bracia Witmanowie jako Iren
- 1997: Ostatni rozdział jako pokojówka
- 1997: Dusza śpiewa jako żona Adama
- 1997: Musisz żyć jako Agnieszka, córka Hyńczaków
- 1997: Historie miłosne jako Ewa Bielska, studentka adiunkta
- 1997: Drugi brzeg jako Henrietta Vogel
- 1997: Boża podszewka jako Anusia Jurewicz, siostra Marysi
- 1998: Złoto dezerterów jako strażniczka w banku
- 1999: Wojaczek jako Mała
- 1999: Rodzina zastępcza jako nauczycielka (odc. 14)
- 2000–2025: M jak miłość jako Marta primo voto Wojciechowska secundo voto Budzyńska, tetrio voto Milecka córka Mostowiaków
- 2000: Daleko od okna jako Regina Lilienstern
- 2002: Miss mokrego podkoszulka jako Magda, córka Władysława
- 2003: Warszawa jako Wiktoria
- 2006: Nadzieja jako matka Franciszka
- 2006: Norymberga (spektakl Teatru Telewizji) jako dziennikarka
- 2007: Regina jako Regina
- 2007: Kryminalni jako Magda Leszczyńska (odc. 87)
- 2007: Ekipa jako posłanka Karolina Jabłonowska, członek komisji ds. równouprawnienia (odc. 7 i 14)
- 2008: Rodzina zastępcza jako ona sama (odc. 286)
- 2009: Projekt dziecko, czyli ojciec potrzebny od zaraz jako Anna Nowak
- 2009: Co mówią lekarze jako Joanna Knap, matka Zofii
- 2011: Głęboka woda jako Wioletta, matka Karoliny (odc. 2)
- 2013: Prawo Agaty jako minister Barbara Król, żona Andrzeja (odc. 46)
- 2013: Hotel 52 jako Nina Richter (odc. 84)
- 2014: O mnie się nie martw jako Elżbieta Kosowska (odc. 2)
- 2015: Prokurator jako Anna Falkowska (odc. 6)
- 2015: Na dobre i na złe jako mama Weroniki (odc. 609, 610 i 612)
- 2015: Historia Roja jako hrabina Gąsowska (odc. 5)
- 2016: Historia Roja jako hrabina Gąsowska
- 2017: Ojciec Mateusz jako farmaceutka Urszula Jaskólska (odc. 235)
- 2018–2019: Przyjaciółki jako Olga Bratkowska, pracownica kancelarii
- 2019: Echo serca jako Justyna Bogucka (odc. 12)
- 2021–2024: Szadź jako mecenas Teresa Sznajder
- 2025: Chopin, Chopin! jako madame Wodzińska

## Polski dubbing
- 1983: Kaczor Donald przedstawia – Myszka Minnie
- 1986: Amerykańska opowieść – Bridget
- 1989: Stalowe magnolie – Shelby Eatenton Latcherie
- 1990–1991: Muminki – Pysia
- 1991: Hook – Dzwoneczek
- 1993–1995: Legendy Wyspy Skarbów  – Jane
- 1994: Bodzio – mały helikopter – Punia
- 1994: Molly – Molly
- 1994: Siostro, moja siostro – Lea
- 1995: Pocahontas – Nakoma
- 1997: Pożyczalscy – Arietka
- 1998: Wojna z rzeczami w Czternaście bajek z Królestwa Lailonii Leszka Kołakowskiego – Lina
- 1998: Rodzina Addamsów: Zjazd rodzinny – Mortycja
- 1998–1999: Nowe przygody rodziny Addamsów – Mortycja
- 2001–2004: Café Myszka
- 2003: Fałszywa dwunastka – Nora
- 2008: 33 sceny z życia – Julia

## Nagrody i wyróżnienia
- 1995 – Nagroda im. Tadeusza Łomnickiego przyznana przez Senat PWST w Warszawie
- 1999 – Feliks Warszawski – stołeczna nagroda teatralna za sezon 1998/1999 za najlepszą rolę kobiecą za rolę Marianny w Opowieściach Lasku Wiedeńskiego von Horvata w Teatrze Ateneum
- 2000 – Nagroda im. Aleksandra Zelwerowicza przyznana przez redakcję miesięcznika Teatr za rolę Marianny w Opowieściach lasku wiedeńskiego w Teatrze Ateneum (27 marca)
- 2001 – Nagroda za perfekcję, za rolę Amy w sztuce Zdaniem Amy na I Ogólnopolskim Festiwalu Dramaturgii Współczesnej w Zabrzu
- 2007 – Grand Prix – spektakl Norymberga (festiwal Dwa Teatry)